# Psylla opulenta
Psylla opulenta är en insektsart som beskrevs av Yang 1984. Psylla opulenta ingår i släktet Psylla och familjen rundbladloppor. Inga underarter finns listade i Catalogue of Life.